# La Heunière
 La Heunière  là một xã thuộc tỉnh Eure trong vùng Normandie miền bắc nước Pháp.